# Cratere Aksakov
Aksakov è un cratere sulla superficie di Mercurio.
Il cratere è dedicato allo scrittore russo Sergej Timofeevič Aksakov.